# Mimicat
Marisa Isabel Lopes Mena, bedre kendt under kunstnernavnet Mimicat, er en portugisisk pop- og soulsangerinde og sangskriver.
Hun skal repræsentere Portugal i Eurovision Song Contest 2023 med sangen "Ai coração". Hun havde tidligere deltaget i Festival da Canção 2001 med sangen "Mundo colorido" under kunstnernavnet Izamena, men kom ikke videre end semifinalerne.